# Tunnelbroker

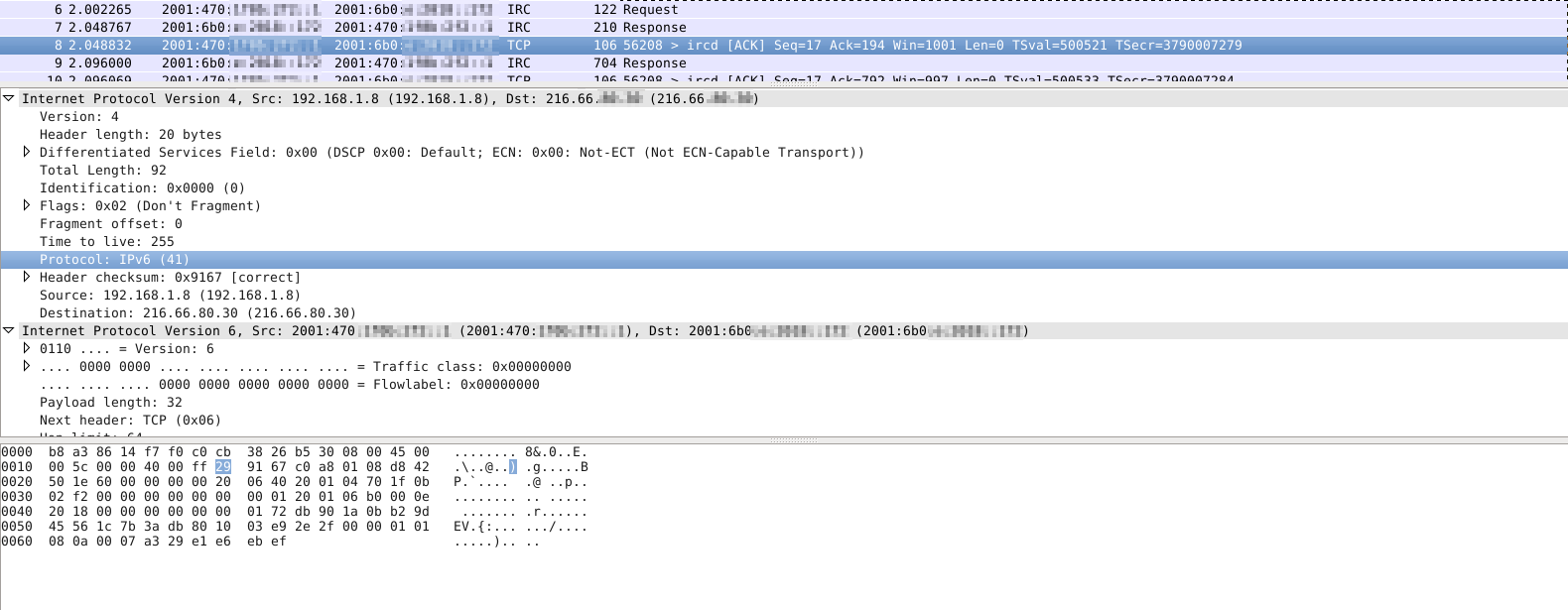
Protokoll 41 in Wireshark

Ein Tunnelbroker ist im Bereich der Computernetzwerke ein Dienst, der Tunnel bereitstellt, die zum Beispiel dazu genutzt werden können, Verkehr gesichert (Virtual Private Network) oder verkapselt zu transportieren, um z. B. IPv6 über ein IPv4-Netzwerk zu transportieren.
Obwohl es mehrere Arten von Tunnelbrokern gibt, werden damit meist Broker bezeichnet, die Tunnel bereitstellen, die es ermöglichen, IPv6-Pakete über alte IPv4-Infrastruktur zu routen (RFC 3053), allerdings kann es auch IPv4-Tunnelbroker geben, die IPv4-Pakete über IPv6-Infrastruktur leiten. Um IPv6 über IPv4 zu leiten, werden verschiedene Methoden wie 6in4, 6over4, 6to4 oder 6rd verwendet. Heutzutage wird häufig Dual-Stack verwendet, bei dem sowohl IPv4 und IPv6 unabhängig voneinander verwendet werden.

## Automatische Konfiguration
Normalerweise werden IPv6-Tunnel über das Tunnel Setup Protocol oder Tunnel-Information-Control-Protokoll konfiguriert und erstellt. Sehr oft wird ein Tunnel jedoch manuell konfiguriert.

## Probleme mit Network Address Translation und Routern
Protokoll-41-Tunnel, wobei IPv6 direkt in IPv4 verpackt wird, funktionieren hinter NATs eventuell nicht mehr zuverlässig. Mit vielen modernen Routern gibt es allerdings keine Probleme. Umgehen kann man auftretende Probleme, indem man den Endpunkt entweder in eine Demilitarisierte Zone legt oder gleich auf das NAT-Gerät; moderne Router für den Heimeinsatz, die IPv6-fähig sind, unterstützen dies inzwischen. Ebenfalls möglich ist der Gebrauch von AYIYA oder TSP (Tunnel Setup Protocol), die IPv6-Pakete in UDP-Pakete verpacken. Diese können die meisten Firewalls problemlos passieren (vorausgesetzt, es gibt keine verbietende Regel).
Ein Problem, das immer noch auftreten kann, ist, dass eine NAT-Regel aus der Tabelle entfernt wird, obwohl die Verbindung noch besteht. Falls dann von außen Pakete für den Tunnel ankommen, kann der Router diese nicht mehr weiterleiten und verwirft sie. Das unterbricht die Tunnelverbindung, bis der Nutzer wieder ein Paket durch den Tunnel sendet.
Ältere (Heim-)Router routen teilweise generell keine Protokoll-41-Pakete.

## Dynamische Endpunkte
Falls der Client-Endpunkt des Tunnels eine dynamische IP-Adresse besitzt (wie bei Privatkunden-Breitbandanschlüssen), dann muss der Kunde den Tunnelbroker immer bei einer Änderung über die neue IP-Adresse informieren. Das geschieht entweder manuell über die Website des Tunnelbrokers oder über ein automatisches Protokoll wie TSP oder Heartbeat.
Andere Tunnelbroker erlauben eine komfortable webbasierte Lösung, bei der eine vorgegebene URL aufgerufen wird, in der Nutzername, Passwort und der Hostname oder die ID des Tunnels enthalten sind. Über die IP des Aufrufers (der Server für diese Lösung ist über IPv4 angebunden) kann der Endpunkt aktualisiert werden.